# Клиффорд, Роберт, 3-й барон де Клиффорд
Роберт де Клиффорд (англ. Robert de Clifford; 5 ноября 1305 — 20 мая 1344) — 3-й барон де Клиффорд с 1327 года, младший сын Роберта де Клиффорда, 1-го барона де Клиффорда, и Мод де Клер.

## Биография
Роберт родился 5 ноября 1305 года. Он был младшим из двух сыновей Роберта де Клиффорда и Мод де Клер, дочери Томаса де Клера, барона Томонда, брата графа Глостера. Роберт был одним из преданных военачальников королей Эдуарда I и Эдуарда II, а также одним из могущественных баронов в Северо-Западной Англии.
24 июня 1314 года отец Роберта погиб в битве при Бэннокберне. Роберт в это время был ребёнком. Все владения владения Клиффордов в Херефордшире, баронию Уэстморленд, включавшую замки Эпплби и Брогем, лордство Скиптон, включая замок Скиптон, унаследовал Роджер, старший брат. Также он получил наследственную должность верховного шерифа Уэстморленда.
В 1322 году Роджер де Клиффорд за участие в восстании графа Ланкастера был казнён, а его владения конфискованы. Но после того как король Эдуард II был свергнут с престола,его наследник, Эдуард III, в 1327 году вернул большую часть владений и титулы Клиффордов Роберту, младшему брату Роджера.
В 1328 году Роберт женился на Изабелле де Беркли, сестре Томаса де Беркли, 3-го барона Беркли, женатого на дочери Роджера Мортимера, фактического правителя Англии в 1327—1330 годах.
Имея владения в северо-западной Англии, Роберт принимал участие в войне Эдуарда III против Шотландии.
Умер Роберт 20 мая 1344 года. Ему наследовал старший сын Роберт.

## Брак и дети
Жена: с июня 1328 Изабелла де Беркли (ум. 25 июля 1362), дочь Мориса де Беркли, 2-го барона Беркли, и Эвы Ла Зуш. Дети:
- Роберт де Клиффорд (1328/1331 — 1345), 4-й барон де Клиффорд с 1344
- Роджер де Клиффорд (10 июля 1333 — 13 июля 1389), 5-й барон де Клиффорд с 1345
- Томас де Клиффорд
- Джон де Клиффорд